# Acontia axendrana
Acontia axendrana är en fjärilsart som beskrevs av Embrik Strand 1917. Acontia axendrana ingår i släktet Acontia och familjen nattflyn. Inga underarter finns listade i Catalogue of Life.